# Margot Taulé
Rose Margarite "Margot" Taulé Casso(Santo Domingo, República Dominicana, 30 d'agost de 1920 - 11 de juliol de 2008) va ser una enginyera, i arquitecta dominicana i va ser la primera dona a convertir-se en una enginyera professional registrada, i arquitecta en la República Dominicana.

## Vida i educació
Taule és una de les dues filles d'immigrants francesos. I va estudiar, de 1940 a 1944, en el Departament d'Enginyeria civil i Arquitectura en l'ex Universitat de Santo Domingo (avui Universitat Autònoma de Santo Domingo), i el 1948, va ser guardonada amb la llicenciatura en enginyeria i arquitectura.

## Obres
Va ser responsable del disseny estructural de l'edifici que alberga el Congrés Nacional Dominicana. Aquesta estructura va ser encarregada pel dictador Rafael Leónidas Trujillo, en la dècada de 1960 i encara està en ús avui dia. També va treballar com a enginyera d'estructures, juntament amb altres grans arquitectes dominicans com Henry Gazón, Guillermo Gonzales, Leo Pou, i José A. Car.

## Acadèmia
Taulé també va fer aportacions molt significatives i duradores en el desenvolupament acadèmic de l'enginyeria i la professió d'arquitecte en la República Dominicana. En 1956 va obtenir per oposició el títol de Professora Titular a la Universitat de Santo Domingo. Va ocupar el càrrec fins a 1964, quan la universitat va canviar el seu nom pel de Universitat Autònoma de Santo Domingo.
En 1966, un grup de professors i distingits intel·lectuals, frustrats amb la situació a la Universitat Autònoma de Santo Domingo van fundar la Universitat Nacional Pedro Henriquez Urena (UNPHU). Margot va ser una de les professors fundadores i membre del seu Comitè directiu principal. En la UNPHU, va treballar com a professora en els Departaments d'enginyeria civil, arquitectura i matemàtica. En diverses ocasions, també va ocupar el càrrec de Degana d'Arquitectura, Degana d'Enginyeria. I en 2003, va ser triada per al Consell d'administració com a rectora de la universitat, càrrec que va ocupar fins a 2005.

## Honors
- 1985: va rebre el títol de Professora Distingida per la UNPHU, citant les seves contribucions a l'educació en enginyeria i arquitectura.[6]